# Estadi Ammochostos
L'estadi Ammochostos  (en grec: Γήπεδο 'Αμμόχωστος') és un estadi esportiu de Làrnaca, Xipre utilitzat majoritàriament per partits de futbol i de la secció de futbol del Nea Salamis Famagusta. L'estadi Ammochostos rep el seu nom de la ciutat de Famagusta (grec: Αμμόχωστος: Αμμόχωστος; Ammochostos), el qual era el seient original de Nea Salamina abans de la invasió turca.
L'estadi va ser utilitzat pel Alki Làrnaca FC (2007—2009), AEL Limassol (dins 2001, per un poc període a causa de la millora del seu terra propi), Ermis Aradippou (2001–2002, 2010-2012, 2013-14) i Doxa Katokopia (2012-2013).

## Història
El terreny del Nea Salamina FC era estadi de GSE en Famagusta, però a causa de l'ocupació turca de la ciutat de 1974 no el poden utilitzar i el Nea Salamis FC es va treslladar a Làrnaca on va decidir construir el seu estadi propi en 1989. El desembre del mateix any va començar a ser construït
L'estadi va allotjar el 1992 la final del Campionat d'Europa de Futbol sub-17 de la UEFA el 17 de maig de 1992 entre Alemanya i Espanya on Alemanya va guanyar 2-1.
En 1998 algunes feines de millora van tenir lloc en l'estadi. Des de 2007 les oficines de Nea Salamis FC estan a l'estadi.